# کیندرهوک (نیویورک)
کیندرهوک (به انگلیسی: Kinderhook) یک منطقهٔ مسکونی در ایالات متحده آمریکا است که در شهرستان کلمبیا، نیویورک واقع شده‌است. کیندرهوک ۸۳٫۹۵ کیلومتر مربع مساحت و ۸٬۴۹۸ نفر جمعیت دارد و ۷۳ متر بالاتر از سطح دریا واقع شده‌است.